# پلیموث دولوکس

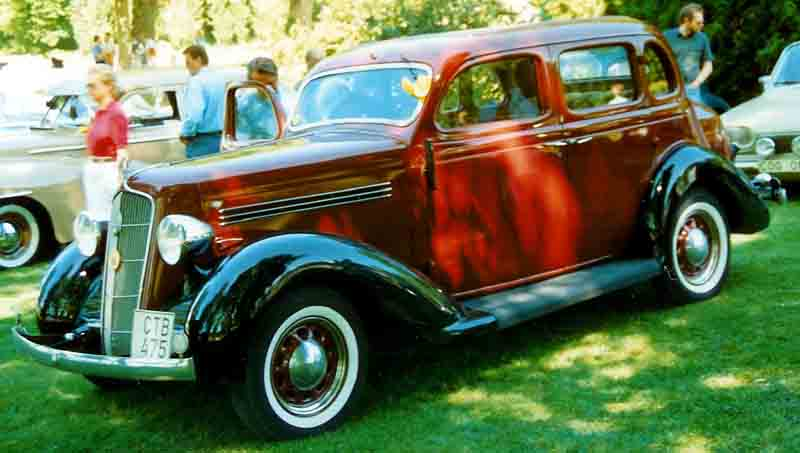

پلیموث دولوکس (به انگلیسی: Plymouth Deluxe) خودرویی است که توسط شرکت پلیموث در سال‌های ۱۹۴۶ تا ۱۹۵۰ در کلاس خودرو سایز بزرگ تولید شده است. 